# Тонсактхева, Соуксаванх
Соуксаванх Тонсактхева (лаос. ສຸກສະຫວັນ ທອນສັກເທວາ; род. 12 августа 1988, Вьентьян) — лаосский легкоатлет, выступавший в беге на короткие дистанции. Участник летних Олимпийских игр 2008 года.

## Биография
Соуксаванх Тонсактхева родился 12 августа 1988 года в лаосском городе Вьентьян.
В 2006 году участвовал в юниорском чемпионате мира в Пекине. В беге на 100 метров занял последнее, 8-е место в 1/8 финала, показав результат 11,68 секунды.
В том же году на чемпионате Азии в помещении в Паттайе занял 19-е место среди 22 участников в беге на 60 метров (7,34).
В 2008 году вошёл в состав сборной Лаоса на летних Олимпийских играх в Пекине. В беге на 100 метров занял последнее, 8-е место в 1/8 финала, показав результат 11,51 и уступив 1,12 секунды попавшему в четвертьфинал с 4-го места Ху Каю из Китая. Был знаменосцем сборной Лаоса на церемонии открытия Олимпиады.

## Личный рекорд
- Бег на 100 метров — 10,80 (11 октября 2009, Вьентьян)[2]
- Бег на 200 метров — 23,44 (16 декабря 2009, Вьентьян)[2]